# Sint-Pieterskerk (Oostveld)

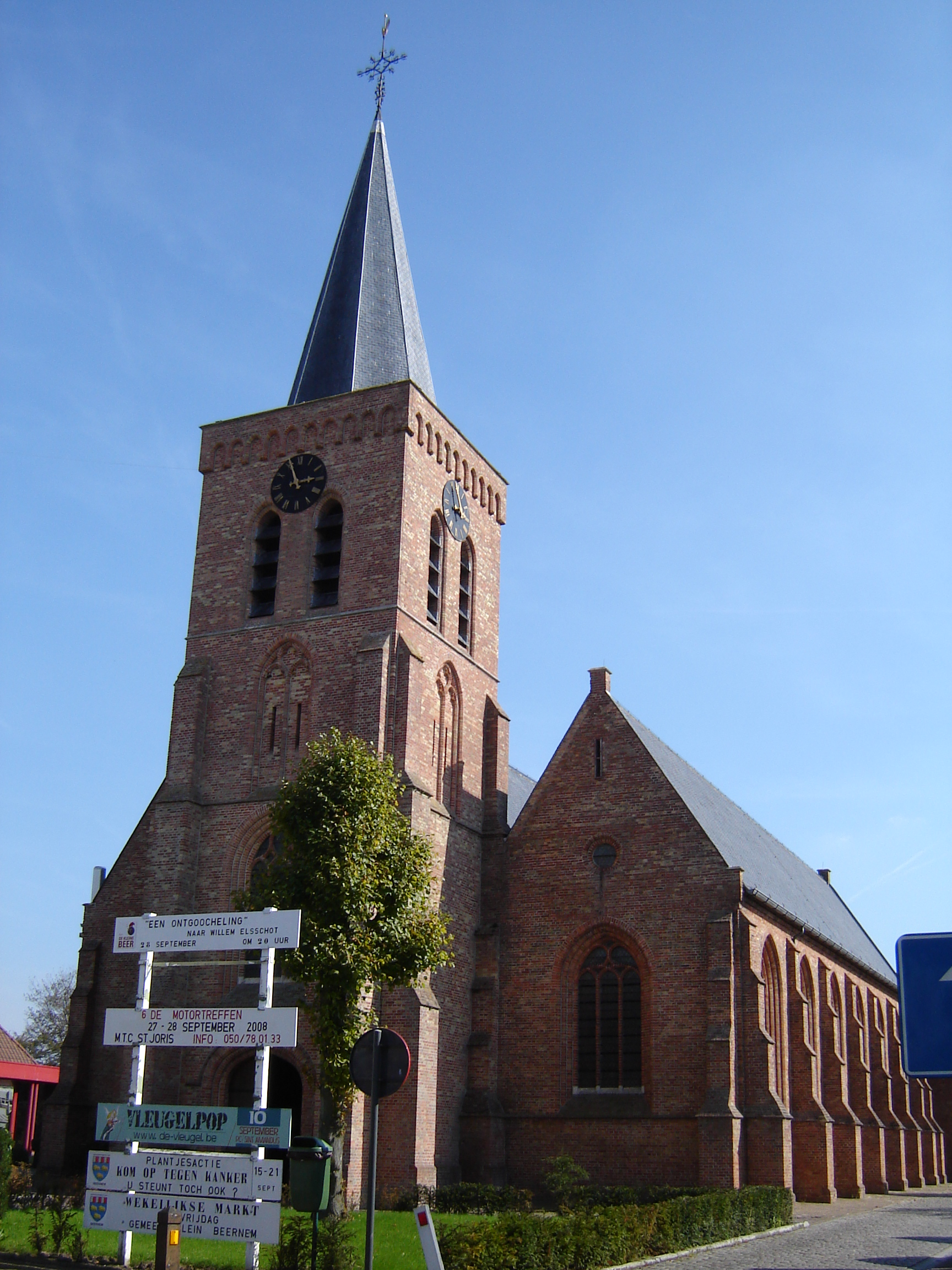
Sint-Pieterskerk

De Sint-Pieterskerk is de parochiekerk van de tot de West-Vlaamse gemeente Beernem behorende plaats Oostveld, gelegen aan de Tinhoutstraat.

## Geschiedenis
Oostveld, gelegen langs de Tinhoutstraat, kent de oudste bebouwing in de 18e eeuw. In 1837 kwam hier een spinschool, waar ook catechismusles werd gegeven. Pas in 1868 was er officieel sprake van een school, nadat het gebouw was vergroot. In 1890 kwam er een kapel en ook een klooster. Geleidelijk werd de straat dichter bebouwd en in 1911 werd een parochie gesticht die zich afsplitste van die van Oedelem, omdat Oostveld op vrij grote afstand van deze plaats lag. Van 1912-1913 werd de kerk gebouwd in neogotische stijl, naar ontwerp van Jozef Viérin. In 1940 werd de kerk getroffen door Duitse bommen en brandde uit. In 1942 werd de kerk herbouwd.

## Gebouw
Het betreft een driebeukige bakstenen hallenkerk met voorgebouwde toren.